# Вінго (Кентуккі)
Вінго (англ. Wingo) — місто (англ. city) в США, в окрузі Ґрейвс штату Кентуккі. Населення — 573 особи (2020).

## Географія
Вінго розташоване за координатами 36°38′29″ пн. ш. 88°44′28″ зх. д. / 36.64139° пн. ш. 88.74111° зх. д. (36.641446, -88.741052).  За даними Бюро перепису населення США в 2010 році місто мало площу 2,54 км², з яких 2,53 км² — суходіл та 0,02 км² — водойми.

## Демографія
Згідно з переписом 2010 року, у місті мешкали 632 особи в 256 домогосподарствах у складі 172 родин. Густота населення становила 248 осіб/км².  Було 276 помешкань (109/км²).
Расовий склад населення:
| - 89,1 % — білих - 7,1 % — чорних або афроамериканців - 0,2 % — корінних американців - 0,2 % — азіатів |

До двох чи більше рас належало 3,2 %. Частка іспаномовних становила 1,3 % від усіх жителів.
За віковим діапазоном населення розподілялося таким чином: 29,0 % — особи молодші 18 років, 55,0 % — особи у віці 18—64 років, 16,0 % — особи у віці 65 років та старші. Медіана віку мешканця становила 37,0 року. На 100 осіб жіночої статі у місті припадало 86,4 чоловіків;  на 100 жінок у віці від 18 років та старших — 83,3 чоловіків також старших 18 років.
Середній дохід на одне домашнє господарство  становив 57 258 доларів США (медіана — 39 219), а середній дохід на одну сім'ю — 70 527 доларів (медіана — 46 786). За межею бідності перебувало 12,2 % осіб, у тому числі 20,2 % дітей у віці до 18 років та 2,6 % осіб у віці 65 років та старших.
Цивільне працевлаштоване населення становило 350 осіб. Основні галузі зайнятості: роздрібна торгівля — 38,6 %, освіта, охорона здоров'я та соціальна допомога — 17,7 %, виробництво — 10,6 %, мистецтво, розваги та відпочинок — 9,4 %.